# Union d'Afrique du Sud
31 mai 1910 – 31 mai 1961
(51 ans)
Entités précédentes :
- Colonie du Cap
- Colonie du Natal
- Colonie de la rivière Orange
- Colonie du Transvaal
- Sud-Ouest africain allemand

Entités suivantes :
- République d'Afrique du Sud

L'union d'Afrique du Sud ou l'Union sud-africaine (en anglais, Union of South Africa, en néerlandais Unie van Zuid-Afrika et en afrikaans Unie van Suid-Afrika), était le prédécesseur historique de l'actuelle république d'Afrique du Sud. Elle est née le 31 mai 1910, à la suite de l'entrée en vigueur de la Loi sur l'Afrique du Sud de 1909 qui a uni les colonies britanniques du Cap, du Natal, du Transvaal et de la rivière Orange. Elle incluait des territoires qui ont fait partie autrefois de la République sud-africaine et de l'État libre d'Orange.
Après la Première Guerre mondiale, l'union d'Afrique du Sud a été signataire du traité de Versailles en 1919 puis un membre fondateur de la Société des Nations en 1920, où l'administration du Sud-Ouest africain (actuel Namibie) lui a été conférée comme mandat de la Société des Nations. Le territoire était traité comme les autres provinces de l'Union, mais sans être formellement annexé.
Comme le Canada, l'Australie, la Nouvelle-Zélande et Terre-Neuve, l'union d'Afrique du Sud était un dominion de l'Empire britannique, en union personnelle avec le Royaume-Uni. Elle disposait initialement d'une souveraineté interne, puis elle a obtenu de facto la souveraineté externe au début de l'entre-deux-guerres et cette situation a été reconnue par le Royaume-Uni avec la déclaration Balfour de 1926, la conférence impériale de 1930 et le Statut de Westminster de 1931. L'Union était une monarchie constitutionnelle héréditaire, où la Couronne était représentée par un gouverneur général.
L'union d'Afrique du Sud se caractérisait par une importante minorité blanche (23 %) qui dominait la vie politique et contrôlait l'économie du pays. Cette minorité était constituée de deux nations (Afrikaners et Anglo-sud-africains). L'Union se caractérisait aussi par d'importantes richesses minières (or, diamant, charbon, etc.) qui la rendait indispensable aux autres pays occidentaux durant la Seconde Guerre mondiale et au début de la guerre froide.
Le système empirique de ségrégation raciale, hérité de la colonisation néerlandaise et britannique, laisse progressivement place, à partir de 1948, à une ségrégation renforcée et institutionnalisée connue sous le nom d'apartheid. Cette politique était marquée par la division raciale, ethnique, politique, économique et géographique du territoire sud-africain et de ses populations. À la suite d'un référendum organisé en 1960, l'Union devient une république en 1961 et se retire du Commonwealth par la même occasion.

## Géographie
L'Union sud-africaine est entourée au nord par le Sud-Ouest africain, le Bechouanaland et la Rhodésie du Sud, au nord-est par le Mozambique portugais et le Swaziland. Le Basoutoland britannique est quant à lui enclavé au sein du territoire sud-africain.
À ce territoire s'ajoute Walvis Bay, enclavée au sein du Sud-Ouest africain et seul port en eau profonde de la région, ainsi que les îles de l'archipel du Prince-Édouard (île Marion et île du Prince-Edward).
Les frontières terrestres sud-africaines atteignent 4 750 km de long (Bechouanaland : 1 840 km ; Basoutoland : 909 km ; Sud-Ouest africain : 855 km ; Mozambique: 491 km ; Swaziland : 430 km ; Rhodésie du Sud: 225 km).

### Nature et espaces
Dans la partie sud du pays se trouvent les monts du Drakensberg, qui s'étendent du Natal jusqu'à la province du Cap sur environ 1 000 km. L'altitude moyenne est de 3 000 m. Ce massif du Drakensberg est plutôt ancien avec des sommets arrondis, c'est une zone verdoyante et lieu de vie du peuple San. C'est également dans ce massif, que le fleuve Orange prend sa source. Au nord du pays, se trouve une ancienne zone volcanique, Pilanesberg. C'est une zone relativement escarpée sur laquelle se trouvent des cratères. La faune y est très riche. On y trouve également une flore typique tels les adansonia, teck, ébène, hibiscus, etc.
Les plaines se situent principalement dans le nord-ouest et dans l'État libre d'Orange, qui sont les greniers céréaliers de l'Afrique du Sud, grâce à la production de blé, de maïs, de coton et de par l'élevage de moutons. Les sous-sols y sont également très riches en or, en diamants, en uranium et en charbon, particulièrement dans les villes de Kimberley et Bloemfontein.
Le Nord-Ouest du pays est occupé par le désert du Kalahari. Caractérisé par ses dunes de sable rouge, c'est un désert semi-aride comportant de nombreuses zones de savanes et quelques arbres tels les acacias à épines et baobabs. On y observe de nombreuses migrations animales.
L'Afrique du Sud compte 2 898 km de côtes. Le Namaqualand est marqué par une explosion florale d'un mois où plus de 4 000 espèces végétales fleurissent en même temps (lys, aloes, protea, etc.) généralement entre mi-août et mi-septembre. La zone du cap de Bonne-Espérance est principalement rocheuse et des colonies de manchots y sont installées. Les principales stations balnéaires se développent à l'est du pays (East London, Jeffreys Bay, Port Elizabeth, Durban).
L'Afrique du Sud possède également une faune et une flore très diversifiées. Le parc national Kruger est symbolique de la richesse de la biodiversité du dominion.

### Répartition administrative de l'Union
Pour des raisons historiques, l'Union s'est dotée de trois capitales officielles : administrative à Pretoria, législative au Cap, judiciaire à Bloemfontein. Johannesbourg, ville la plus riche du pays et siège de la bourse, est généralement considérée comme son centre économique. Le pays se divise en quatre provinces :
1. Province du cap de Bonne-Espérance : comprenant également les deux îles de l'archipel du Prince-Édouard, Walvis Bay et la région du Transkei ;
2. Natal : comprenant le Zoulouland ;
3. État libre d'Orange ;
4. Province du Transvaal dont la région du Witwatersrand.

## Démographie
En 1911, l'Afrique du Sud compte environ 6 000 000 d'habitants dont 4 000 000 Noirs, 1 300 000 Blancs, 525 000 Métis et 150 000 Indo-Asiatiques.
En 1960, le pays compte 16 385 000 habitants.

### Population par province en 1904 et 1960
| Province            | Population blanche en 1904 | Pourcentage en 1904 | Population blanche en 1960 | Pourcentage 1960 |
| ------------------- | -------------------------- | ------------------- | -------------------------- | ---------------- |
| Transvaal           | 297,277                    | 23,4 %              | 1,455,372                  | 23,4 %           |
| État libre d'Orange | 142,679                    | 36,8 %              |                            |                  |
| Province du Cap     | 579,741                    | 24,1 %              |                            |                  |
| Natal               | 97,109                     | 8,76 %              |                            |                  |

## Histoire

### La fondation de l'Union

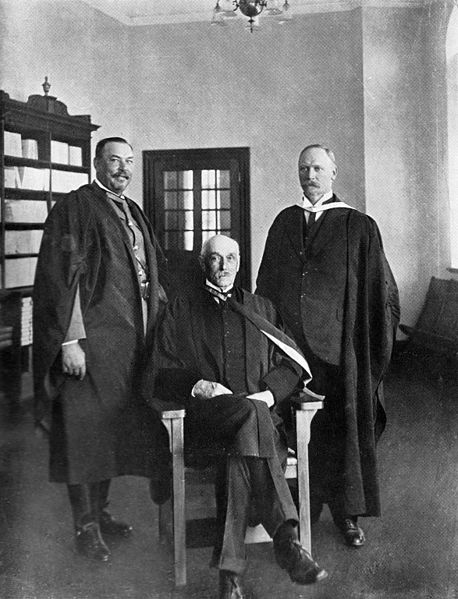
Louis Botha, John X. Merriman et Jan Smuts, les trois principaux pères fondateurs de l'Afrique du Sud lors de la convention nationale de 1908-1909.

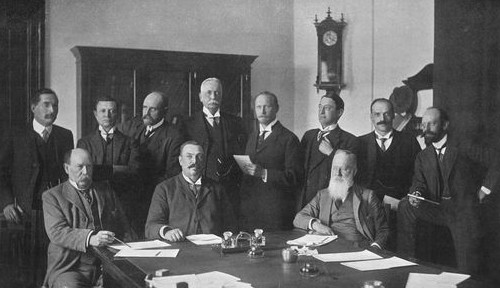
Le premier cabinet de l'Union sud-africaine en 1910 dirigé par Louis Botha.
Debout de gauche à droite : J.B.M. Hertzog, Henry Burton, F.R. Moor, C. O'Grady Gubbins, Jan Smuts, H.C. Hull, F.S. Malan, David Graaff. Assis de gauche à droite : J.W. Sauer, Louis Botha, Abraham Fischer.

Le premier Red Ensign de l'union d'Afrique du Sud (1910-1912).

Le deuxième Red Ensign de l'union d'Afrique du Sud (1912-1928).

Au lendemain de la seconde guerre des Boers, les républiques boers annexées par le Royaume-Uni sont conjointement gérées par le Colonial Office aux côtés des colonies britanniques du Cap et du Natal. Après avoir accordé la formation de gouvernements autonomes et l'élection de parlements au Transvaal et dans la colonie de la rivière Orange, le gouvernement britannique décide de créer, sous la forme d'un dominion, une union étroite entre ces quatre colonies à partir des modèles canadiens et australiens. Cette volonté coïncide avec les aspirations des populations boers.
Une Convention nationale sud-africaine est réunie à Durban à partir du mois d'octobre 1908 réunissant une trentaine de représentants du Transvaal, de la colonie de la rivière Orange, du Natal et du Cap. Parmi eux figurent James Barry Munnik Hertzog, Marthinus Steyn, John X. Merriman et Jan Smuts. En plus de ces trente délégués figurent des observateurs de la Rhodésie du Sud, une colonie britannique située au nord du Transvaal. Au bout de trois sessions qui se tiennent à Bloemfontein et au Cap, la convention achève ses travaux le 11 mai 1909 sur un projet d'union sud-africaine, proposée ensuite pour ratification aux assemblées législatives des quatre colonies. Les assemblées du Transvaal et de l'Orange approuvent à l'unanimité le projet d'union. Au Cap, il n'y a que deux voix contre alors qu'au Natal un référendum est organisé. Sur fonds d'abstention élevée à 42 %, les 3/4 des électeurs donnent leur assentiment à l'Union. Le projet de convention, établissant les conditions d'une union gouvernementale, législative et économique, est alors présenté au gouvernement britannique qui soumet alors un projet de loi au Parlement britannique pour approbation.
Ce projet de loi, reprenant le projet des conventionnels sud-africains, institue en Afrique du Sud un régime parlementaire sur le modèle de Westminster. Alors que le projet de loi est examiné par les parlementaires britanniques, des représentants des populations bantoues et métis, exclus des négociations commencées à Durban, sont mandatés par la convention indigène réunie à Bloemfontein en 1909 pour venir exposer à Londres leurs doléances. Ils effectuent leur démarche sous la conduite de William Philip Schreiner, ancien Premier ministre de la colonie du Cap mais n'obtiennent aucune prise en considération. Le 20 septembre 1909, le Parlement britannique adopte le South Africa Act à la suite duquel le roi Édouard VII proclame la formation de l'union d'Afrique du Sud pour le 31 mai 1910, date anniversaire de la fin de la guerre des Boers. 
À cette époque, des processus d'unification de peuples et de nations se généralisent non seulement en Afrique mais à travers le monde : avec la formation de la Confédération canadienne en 1867, l'unification de l'Allemagne en 1871, celle de la Bulgarie en 1885, l’Unification de l’Arabie saoudite en 1902, le temps était venu pour l'Union d'Afrique du Sud.

### Un dominion blanc
Le 31 mai 1910, la colonie du Cap, comprenant le Griqualand, et le Stellaland, devient la nouvelle province du Cap pour former l'union d'Afrique du Sud, au côté des provinces du Natal, du Transvaal et de l'État libre d'Orange. Le Swaziland, le Basutoland et le Béchuanaland britannique, sous tutelle directe britannique, n'intégreront pas l'Union. La capitale administrative de l'Union est fixée à Pretoria, le siège du parlement au Cap et le siège de la cour suprême à Bloemfontein. L’anglais et le néerlandais sont adoptées comme langues officielles du parlement. C’est dans ce cadre que les Afrikaners, vaincus militairement, dominés économiquement par la minorité Anglo-sud-africaine, s'attellent à la conquête du pouvoir politique. Bénéficiant d'un avantage démographique sur les Anglo-sud-africains, ils reprennent en main la réalité du pouvoir politique dès la constitution du premier gouvernement.
La vie politique de l'Union est d'abord dominée par les conflits politiques entre Afrikaners et Anglo-sud-africains avant de l'être entre Blancs et hommes de couleurs (Noirs, Métis, Indiens). Les problèmes économiques et sociaux auxquels le nouveau dominion doit faire face sont multiples et complexes. L'organisation industrielle, la prolétarisation d'une partie des Afrikaners et le surpeuplement des terres africaines constituent les premiers dossiers vitaux du premier gouvernement sud-africain dirigé par le général boer Louis Botha, ancien héros de la guerre des Boers. Son gouvernement, comme ceux qui suivent, est constitué par une alliance d'anglophones et d'Afrikaners modérés regroupés dans le parti sud-africain. Ce nouveau gouvernement doit affronter une opinion boer hostile au Royaume-Uni et l'opposition de « petits Blancs » déclassés et racistes, inquiets pour leur avenir.
La politique raciale et indigène du gouvernement Louis Botha s'inscrit dans la continuité des lois coloniales britanniques appliquées en fonction du Colour bar, qui réglemente les relations interraciales. Mais pour assurer du travail au nombre croissant de chômeurs blancs, le gouvernement de Louis Botha fait voter des lois spécifiant que certains emplois du secteur minier sont réservés aux seuls Blancs. En 1913, la loi sur la propriété foncière indigène limite à 7,8 % du territoire les régions où les Bantous peuvent acquérir des terres.
Pour protester contre cette loi, des représentants du tout nouveau Congrès national des natifs sud-africains (SANNC) se rendent en 1914 au Royaume-Uni mais ne sont pas entendus. Pour satisfaire les aspirations des Boers, Louis Botha et son gouvernement s'appliquent à promouvoir socialement la communauté afrikaner en privilégiant leur recrutement dans la fonction publique ou par divers soutiens financiers (création de banque afrikaner volkbank, de sociétés d'assurances, mesures sociales).
La classe politique blanche reste néanmoins extrêmement divisée entre loyalistes anglo-sud-africains et nationalistes afrikaners. Dans le contexte de politique d'unification de la nation sud-africaine, qui pour les protagonistes politiques ne s'entend alors que pour la population blanche, le gouvernement Botha milite pour l'amalgamation des deux populations de langues afrikaans et anglaise sans marquer de préférence ou de distinction, pour une politique indigène non doctrinaire et pour une politique économique et d'échange favorable aux pays membres de l'Empire britannique. Symptomatique devient alors la bataille linguistique autour des universités. La proposition du ministre James B. Hertzog de systématiser un enseignement bilingue anglais-néerlandais pour l'ensemble des provinces de l'union d'Afrique du Sud se heurte au refus de Botha qui veut conserver aux provinces le libre choix de la langue d'éducation. Un projet gouvernemental prévoit cependant d'établir au Cap une université d'expression uniquement anglaise menaçant alors la pérennisation du collège Victoria de Stellenbosch, d'expression majoritairement néerlando-afrikaans. Pour le pasteur Daniel François Malan, très impliqué dans la protection de l'identité afrikaans, il est hors de question de laisser faire cette amalgamation qui ne peut qu'être que préjudiciable à la survie de l'identité afrikaner. Alors que Jan Smuts, l'homme fort du gouvernement, milite pour l'union et l'amalgamation des Afrikaners et des Anglo-Sud-Africains, D.F. Malan réplique par le concept de « séparation dans l'égalité » ("separate but equal"). Finalement, en contrepartie de la création de l'université du Cap, le gouvernement accepte d'ériger en université le collège de Victoria à Stellenbosch en 1916.
En 1914, le général James B. Hertzog, en dissidence du gouvernement, fonde le Parti national dont le programme est de mettre fin aux liens de l'Afrique du Sud avec la Couronne britannique. Dès les élections de 1915, avec 27 députés, le Parti national s'impose comme le troisième parti du pays derrière le Parti sud-africain de Botha et les unionistes.

### L'Union dans la Première Guerre mondiale
Le déclenchement de la Première Guerre mondiale en août 1914 suivi de la rébellion Maritz provoque la division entre les Afrikaners. En vertu des liens du dominion, l'Afrique du Sud s'est retrouvée automatiquement engagée dans le conflit européen par la déclaration de guerre du Royaume-Uni à l'Allemagne. Le gouvernement de l'Union avait immédiatement exprimé sa loyauté envers Londres, invoquant l'honneur et le devoir de l'Afrique du Sud, et avait fait mobiliser des troupes pour être envoyées sur le front en Europe. Londres avait demandé également que l'Union s'empare des ports du Sud-Ouest africain allemand et de tous les postes militaires de la colonie germanique. Pour une importante partie de la communauté afrikaner, l'idée de se battre pour le Royaume-Uni est extrêmement impopulaire,. Un groupe d'anciens officiers de la guerre des Boers s'élève contre cet engagement dans la guerre. La mort du général Koos de la Rey, tué par la police, provoque une rébellion, en l’occurrence le ralliement du général Manie Maritz et de son régiment aux troupes coloniales allemandes du Sud-Ouest et le soulèvement de Boers dans les régions rurales. Mal organisés et mal armés, les rebelles sont écrasés et leurs chefs arrêtés ou tués.
Les premiers engagements contre les troupes du Reich commencent en août 1914, à Kummernais. D'autres escarmouches peu concluantes ont lieu en septembre à Nakop et Beenbreck. À Sandfontein, les Allemands remportent une victoire sur les Sud-Africains. Après que les troupes allemandes se soient coupées elles-mêmes de tout soutien par l'Angola portugais (combat de Naulila), les troupes sud-africaines remportent une victoire décisive à la bataille de Gibeon les 25 et 26 avril 1915 où l'armée allemande du « Sudwest » perd le quart de ses effectifs et toute son artillerie. Le 9 juillet 1915, les troupes du Kaiser sont définitivement vaincues à Khorab par le corps expéditionnaire britannico-sud-africain.
La Première Guerre mondiale permet ainsi au dominion de conquérir la colonie du Sud-Ouest africain allemande. Cependant, le peuple ovambo, après avoir été chassé de l'Angola par les Portugais, entre en conflit avec le commissaire résident sud-africain Manning, alors que l'Union les défendait au départ. L'Union envoie une force de 700 hommes pour destituer le roi Mandume ya Ndemufayo. Le roi ovambo meurt en février 1917,.
L'Union d'Afrique du Sud obtient en 1920 un mandat de gestion de la Société des Nations pour annexer le Sud-Ouest africain. De leur côté, les Afrikaners les plus radicaux se regroupent dans une société secrète calviniste, la Broederbond ou « Ligue des frères », dont l'objectif est la préservation et la promotion de l’identité afrikaner qu’elle soit politique, économique, sociale ou culturelle. Cette société d'entraide afrikaner devient progressivement le moteur de la politique du pouvoir blanc et de tous les dirigeants politiques afrikaners accompagnée par l’Église réformée néerlandaise, autre pilier de l’identité afrikaner.

### L'entre-deux-guerres

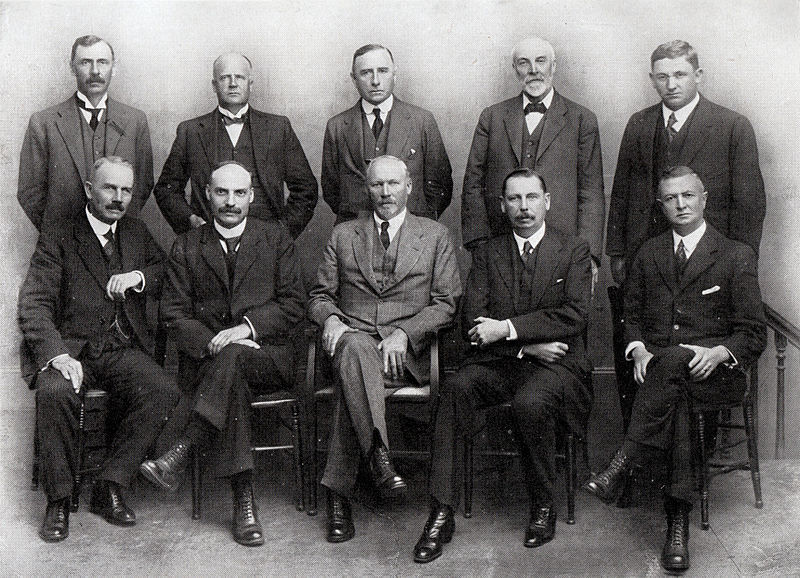
Le Gouvernement Smuts en 1923 :
Assis au 1er rang : Thomas Watt, F.S. Malan, Jan Smuts, Thomas Smartt, Henry Burton
Debout au rang : N.J. de Wet,, Patrick Duncan, J.W. Jagger et Hendrik Mentz.

Si les années de guerre ont stimulé l'économie nationale, les Bantous, dont les élites ont soutenu l'effort de guerre, ont espéré une amélioration de leurs conditions de vie mais ne voient rien venir sinon un renforcement de la ségrégation, notamment lors de la crise économique qui suit la fin de la Première Guerre mondiale. En 1919, un syndicat noir, Industrial and Commercial Workers Union of Africa (ICU), est fondé par Clements Kadalie dans le but de protéger les droits des travailleurs bantous d'Afrique du Sud. En décembre 1919, suivi par 2 000 dockers, il dirige avec succès pendant 14 jours un important mouvement de grève qui empêche l'exportation de toutes marchandises par les installations portuaires du Cap. Le succès de cette grève jette les bases d'un mouvement syndical ouvrier bantou qui dépasse les 100 000 affiliés en 1927, devenant le plus grand syndicat ouvrier du continent africain. Par ailleurs, du côté des intellectuels bantous, l'heure est plutôt au dialogue avec la classe dirigeante blanche. Ainsi, John Dube, ancien président et fondateur du Congrès national africain, participe, de 1920 à 1926, à une série de conférences patronnées par les cercles libéraux et le gouvernement Smuts sur le thème de l'établissement d'une « harmonie raciale » entre les Noirs et Blancs. Il en appelle notamment à combiner l'éducation occidentale avec les coutumes et traditions locales.
À la fin de l'année 1920, la Chambre des mines décide de remplacer les ouvriers blancs qualifiés par des ouvriers noirs, payés quatre fois moins. En janvier 1922, une grève générale des mineurs afrikaners soutenue par le Parti communiste est déclenchée dans tout le pays pour exiger le maintien des emplois des ouvriers blancs qualifiés et des améliorations salariales, le slogan étant « Travailleurs de tous pays, unissez-vous pour une Afrique du Sud blanche ». Aux revendications sociales s'ajoutèrent des revendications nationalistes et anticapitalistes initiées par les communistes blancs. Des émeutes éclatent contre la police venue évacuer les mines occupées par les mineurs. Sur l'initiative de Smuts, une répression sanglante met fin à leur rébellion en une semaine (mars 1922), la répression étant particulièrement sévère contre les communistes dont la hiérarchie blanche est ainsi décapitée,.
La victoire policière de Smuts se transforme rapidement en une défaite morale. La loi sur les régions urbaines indigènes (natives urban areas act), qu'il fait voter en 1923, offre la latitude aux municipalités de pouvoir créer des quartiers réservés aux Noirs et de limiter leur urbanisation. Mais cette loi, en fait inapplicable d'un point de vue financier, ne lui permet pas de reprendre l'ascendant dans l'électorat afrikaner. Tielman Roos, le dirigeant nationaliste du Transvaal, parvient à rallier le petit Parti travailliste au Parti national et à remporter les élections parlementaires de 1924.

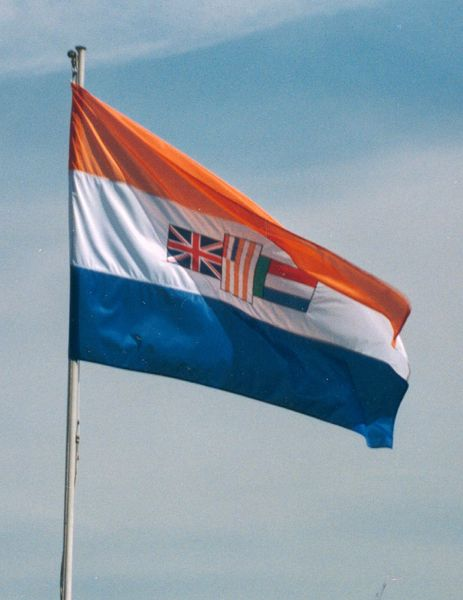
Le drapeau national de l'Afrique du Sud (1928-1994).

Sous la direction d'Hertzog, le Parti national dirige le pays. La période est marquée par des mesures symboliques telles que la substitution du néerlandais par l'afrikaans comme langue officielle au côté de l'anglais, la mise en œuvre du bilinguisme dans la fonction publique, l'imposition d'un système de quotas d'immigrants pour certains pays dans le but d'endiguer une trop forte immigration anglophone et l'adoption d'un drapeau national en 1928.

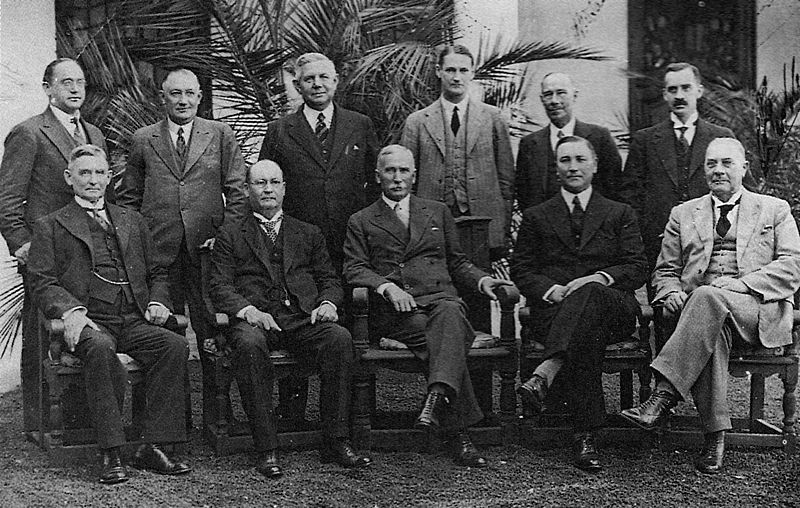
Le gouvernement Hertzog en 1929 :
Au premier rang (assis) :
Frederic Creswell, D.F. Malan, J.B.M. Hertzog, Nicolaas Havenga et P.G.W. Grobler
Au second rand (debout) :
Oswald Pirow, Jan Kemp, A. Fourie, E.G. Jansen, H.W. Sampson et C.W. Malan.

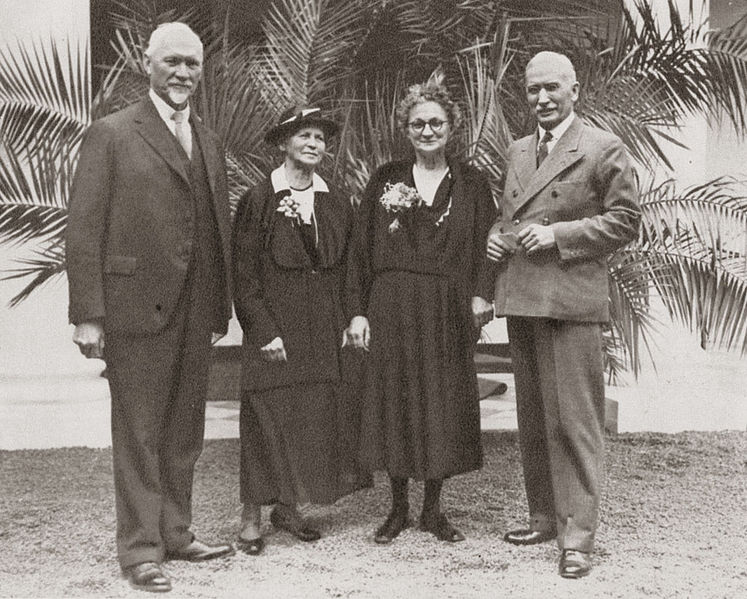
Jan Smuts, Hertzog et Smuts et James Barry Hertzog.

Le gouvernement Hertzog manifeste pour les petits Blancs afrikaners tout autant un souci de promotion sociale que celui de protéger la classe moyenne blanche laborieuse face au « dumping racial » pratiqué par les compagnies minières. L'État investit dans l'économie et encourage la fondation de grands conglomérats industriels comme la South African Iron and Steel Industrial Corporation (ISCOR). Mais en 1928, les négociations entamées par le ministre travailliste chargé du travail avec l'ICU de Clements Kadalie, provoque la chute du gouvernement.
L'ICU, qui est alors le plus important mouvement de masse bantou et coloured, est de son côté miné par des dissensions internes et un manque de reconnaissance par les partis et mouvements de gauche sud-africains. Une tendance exige une action directe combinant grève et refus de l'impôt alors qu'une tendance modérée dirigée par Kadalie refuse de concevoir une alternative globale et préfère ménager le gouvernement et ne remettre en cause que les aspects marginaux du système politique, économique et social de l'Afrique du Sud. Finalement, l'ICU périclite peu à peu, minée par ses dissensions tandis qu'au Congrès national africain, son président, Josiah Gumede, partisan du suffrage universel et de l'abrogation des laissez-passer, est renversé par les partisans d'une ligne plus modérée menée par John Dube et qui place Pixley Ka Isaka Seme à la présidence du parti.
Depuis que le parti national exerce le pouvoir, les revendications et aspirations nationalistes s'érodent progressivement dans l'opinion publique alors que le pays connait une forte croissance et qu'à la suite de la déclaration Balfour de 1926 et de la conférence impériale de 1930, l'autonomie des dominions au sein de l'Empire est reconnue, puis confirmée sous la forme d'une loi avec le Statut de Westminster de 1931.
Par ailleurs, le parti au pouvoir est progressivement affaibli à la suite d'une sécheresse dévastatrice et rattrapé par la dépression économique mondiale qui atteint l'Afrique du Sud au début des années 1930. Pour Hertzog, de nombreux freins à un rapprochement avec Smuts ont cessé d'exister et un accord est alors recherché entre les deux hommes en vue des élections de mai 1933. Les circonstances de ce rapprochement, qui aboutit deux ans plus tard à une fusion du Parti national et du Parti sud-africain, sont néanmoins exceptionnelles et résultent des conséquences de la grave crise économique et monétaire qui ravage le pays. Les tractations entre les deux partis aboutissent à un programme commun en sept points (maintien de l'autonomie de l'union en vertu du Statut de Westminster, reconnaissance du drapeau national comme symbole d'unité, l'équité linguistique pour les deux langues officielles, la défense des populations rurales, la défense de la monnaie et des intérêts économiques, la reconnaissance de la politique du « travail civilisé » et le développement politique et économique des populations autochtones, via le renforcement de la ségrégation pour de ne pas remettre en cause le principe de domination de la civilisation blanche). Le Parti sud-africain fait notamment une concession importante vis-à-vis du Parti national en reconnaissant le droit de proposer et de soumettre au parlement la question d'un éventuel statut républicain pour l'union d'Afrique du Sud. Les élections de 1933 sont largement remportées par la coalition.
Le 5 décembre 1934 lors d'un congrès à Bloemfontein, le Parti sud-africain de Smuts fusionne avec le Parti national d’Hertzog dans un Parti uni (UP) en conséquence de la coopération nationale productive entre les deux formations. Le nouveau parti adopte une nouvelle charte énonçant des principes et des objectifs complémentaires visant à réaliser les aspirations nationales des populations d'Afrique du Sud. Néanmoins, une faction dissidente du Parti national refuse de rejoindre le parti unifié et se maintient en tant que « Parti national purifié » sous l'égide de D.F. Malan, tandis que du côté de l'ancien parti sud-africain, les pro-britanniques se rallient sous la houlette de Charles Stallard dans un Parti du Dominion (en). Au début de l'année 1935, la majorité gouvernementale peut dès lors compter sur au moins 125 des 150 députés de l'assemblée du parlement.

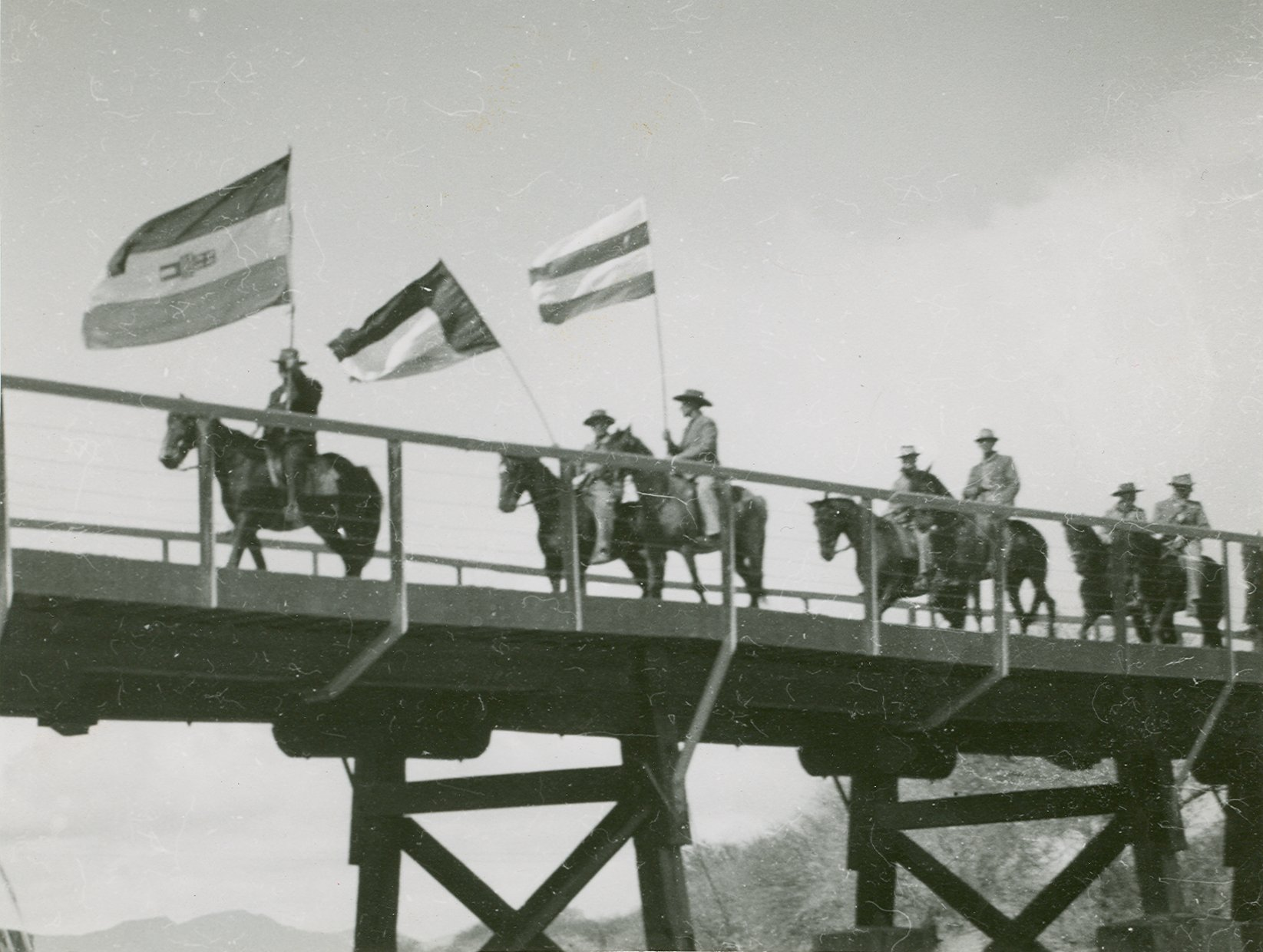
Célébrations du centenaire du Grand Trek (1938).

L'une des premières décisions symboliques du nouveau gouvernement UP est de proposer Sir Patrick Duncan à la fonction de gouverneur général d'Afrique du Sud. C'est la première fois qu'un Sud-Africain, et non un Britannique, est proposé pour exercer la plus haute fonction du pays. Autre symbole, en 1938, Die Stem est officiellement joué lors de l'ouverture du parlement au côté de God Save the King tandis que pour le défilé militaire du 31 mai (fête nationale), l'hymne britannique est remplacé par des hymnes et chants sud-africains. Sur le plan législatif, plusieurs lois sont adoptées pour faire face à la crise, notamment une loi sur l'aide aux agriculteurs (1935) pour les protéger face à leurs créanciers. D'autres lois importantes sont adoptées sur le plan économique et social : des accords préférentiels comprenant des prix garantis sont négociés avec la Grande-Bretagne pour permettre l'exportation de la laine sud-africaine sur les marchés mondiaux ; des programmes de grands travaux d'équipements (logements, routes) ou à caractère scientifique (mise en place d'un conseil national pour stimuler et coordonner la recherche industrielle et scientifique) sont mis en place.
La convention panafricaine, ouverte en décembre 1935 à Bloemfontein par le maire blanc de la ville, réunit de son côté 500 délégués représentant les zones rurales tribales et urbaines d'Afrique du Sud, le Transkei, le Zoulouland, les protectorats du Bechuanaland, du Basutoland et du Swaziland mais aussi des Indiens et Métis. Le but de la convention est de manifester contre les projets de lois du nouveau gouvernement concernant les droits politiques et sociaux des personnes de couleurs. En janvier 1936, elle envoie une délégation auprès du gouvernement Hertzog. Bien que reçue par le Premier ministre, celle-ci ne parvient pas à bloquer l'adoption des lois sur la représentation des Indigènes et celle sur les terres indigènes, qui avaient reçu dans leur principe le soutien de John Dube. La première de ces lois institue des conseils de représentations indigènes (Native Representative Councils), purement consultatifs et composés de Noirs élus, d'autres nommés, et de fonctionnaires. En contrepartie, les électeurs noirs sont radiés des listes électorales communes de la province du Cap et réinscrits sur une liste séparée afin d'élire trois députés et quatre sénateurs blancs représentant leurs intérêts au parlement. La seconde de ces lois controversées, intitulée loi sur le fonds d'investissement foncier et la terre indigène, agrandit la superficie des réserves indigènes existantes à 13 % de la surface du pays, ôtant dans le même temps aux résidents noirs du Cap le droit d'acheter de la terre en dehors des réserves. Le vice-Premier ministre, Jan Smuts, bien que réputé pour son pragmatisme et sa modération, a des conceptions paternalistes vis-à-vis des populations noires qu'il estime immatures dans leur ensemble et soutient le principe d'institutions séparées pour les populations blanches et pour les populations autochtones.
En 1937, un rapport officiel préconise cependant que les Métis (Coloureds) soient intégrés sur les listes électorales ordinaires des quatre provinces, leur conférant ainsi un droit de vote égal à celui des Blancs sur l'ensemble du territoire sud-africain. D.F. Malan et ses partisans s'y opposent et demandent au contraire une ségrégation politique et résidentielle entre les Blancs et les Métis.
L'année 1938 est marquée par les célébrations du centenaire du Grand Trek, rassemblant autour du même thème des communautés blanches disparates dont les dénominateurs communs sont l'héritage historique, la culture, la religion et la langue. Ces célébrations, marquées par un déferlement sans précédent du nationalisme afrikaner à travers tout le pays, se terminent à la date symbolique du 16 décembre par la pose à Pretoria de la première pierre des fondations du Voortrekker Monument, dédié aux pionniers boers.
Quand le Royaume-Uni déclare la guerre à l'Allemagne le 1er septembre 1939, Jan Smuts, alors vice-Premier ministre, est convaincu que l'Union n'a pas d'autre solution que d'entrer elle aussi en guerre. Mais le Premier ministre Hertzog est d'un autre avis et refuse de s'aligner sur le Royaume-Uni et opte pour la neutralité de l'Afrique du Sud dans le conflit européen. Il essaye d'obtenir de nouvelles élections pour que les électeurs puissent donner leur avis, mais le gouverneur refuse. La question est finalement tranchée au parlement. Le vote a lieu le 4 septembre 1939. Hertzog reçoit le soutien du Parti national mais avec une majorité de 80 voix contre 67, la chambre suit la position de Smuts pour l'entrée en guerre de l'union d'Afrique du Sud aux côtés du Royaume-Uni. Hertzog défait, il démissionne de sa fonction de Premier ministre et de sa position de chef du Parti uni. Le 6 septembre 1939, Jan Smuts, élu nouveau chef du Parti uni, devient Premier ministre et forme un nouveau gouvernement dans lequel il est aussi ministre de la Défense et commandant suprême de l'armée de l'Union.

### L'Union dans la Seconde Guerre mondiale

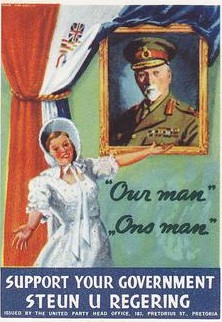
Affiche de propagande du Parti uni pour soutenir le gouvernement de Jan Smuts (1940).

Trois jours après que Smuts a succédé à Hertzog, l'Afrique du Sud déclare la guerre aux forces de l'Axe. La situation stratégique et le potentiel industriel du pays ainsi que l'expérience de son Premier ministre font de l'Afrique du Sud un allié précieux du Royaume-Uni. Très vite, Smuts doit déterminer l'étendue des ressources militaires et industriels dont il dispose et neutraliser son opposition interne particulièrement forte et organisée. Le plus grand défi qu'il doit relever dans ce cadre est l'émergence de la Ossewabrandwag (la « sentinelle des chars à bœufs »), une organisation para-militaire afrikaner, hostile à la guerre et dont le but est de saper l'effort de guerre par des actes de sabotage. Smuts prend toute une batterie de mesures visant à isoler et mettre hors d'état de nuire l'ennemi intérieur. Les armes à feu sont réquisitionnées, le carburant est rationné, un contrôle des prix est mis en place. Toutes les grandes entreprises commerciales et industrielles, les ports, les chemins de fer, la sidérurgie, les mines, l'industrie du textile sont mis à contribution et réorientés pour participer à l'effort de guerre.
L'Afrique du Sud devient ainsi une importante source d'approvisionnement pour les Alliés en Afrique et au Moyen-Orient. Elle produit notamment cinq millions de grenades à main, deux millions d'obus de mortier, 10 millions de paires de chaussures et 6 millions de paires de bottes de cuir, prélude à l'expansion industrielle que connaît le pays après la guerre.

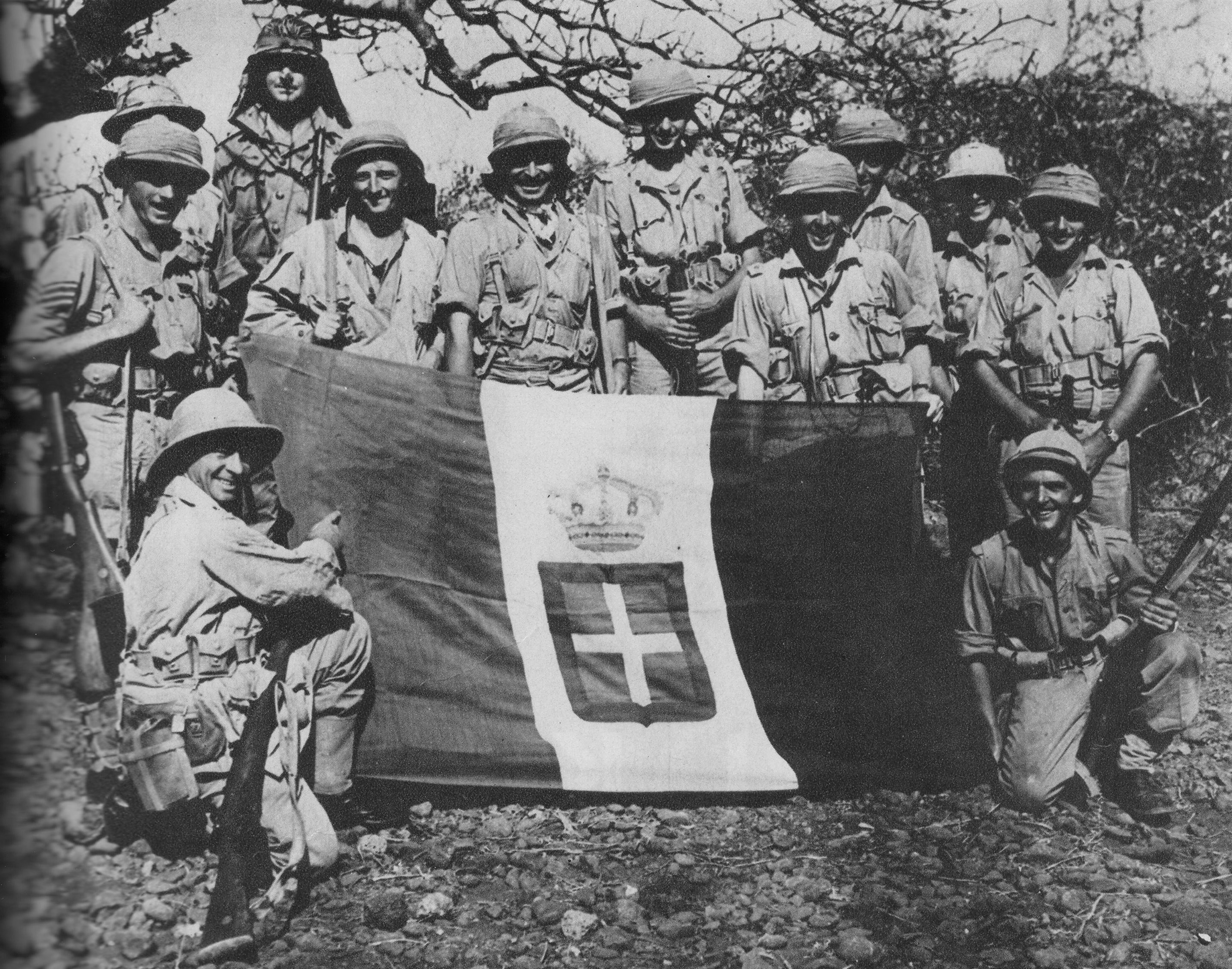
Soldats sud-africains en Éthiopie après leur victoire sur les italiens à Moyale en 1941.

L'une des responsabilités qui incombent à Smuts est de sécuriser la route maritime autour du Cap pour contrôler l'accès à l'Abyssinie italienne. Il engage très rapidement les forces sud-africaines, dont la South African Air Force, en Somalie italienne et en Abyssinie où l'aviation sud-africaine permet de libérer le pays de l'occupation italienne, tandis que les troupes sud-africaines investissent Addis-Abeba. L'intervention d'un fort contingent sud-africain contribue par ailleurs à éliminer les forces vichystes à Madagascar.
Les forces sud-africaines sont également engagées dans les combats en Égypte et en Libye (bataille d’El-Alamein en septembre 1942). Si l'armée de terre sud-africaine subit de lourdes pertes lors de la bataille de Tobrouk, les fantassins sud-africains sous le commandement de Montgommery repoussent les troupes allemandes hors de l'Afrique. En Europe, la sixième division blindée participe à la guerre en Italie au côté de la cinquième armée américaine. Au total, 334 000 Sud-Africains servent, à titre volontaire, dans les forces sud-africaines durant la Seconde Guerre mondiale. 12 080 y perdent la vie. Si seuls les Blancs sont autorisés à porter les armes et à servir dans les unités combattantes, plusieurs milliers de Noirs et de Métis servent dans les troupes auxiliaires et 5 000 d'entre eux sont tués dans les combats et bombardements d'Afrique du Nord et d'Italie.
Sur le plan intérieur, durant les années 1939-1945, des groupuscules armés afrikaners et pronazis tels l'Ossewa Branderwag, « la sentinelle des chars à bœufs », se multiplient et mènent des actions de sabotage. La répression du gouvernement Smuts est impitoyable : ces groupements sont vite dissous et leurs dirigeants arrêtés et emprisonnés. De leur côté, par hostilité tout à la fois envers le capitalisme, l'impérialisme britannique et le colonialisme, des dirigeants noirs et indiens expriment également leur désapprobation de l'intervention de l'Afrique du Sud dans le conflit. Yusuf Dadoo, un influent dirigeant du Congrès indien du Transvaal et membre du Parti communiste sud-africain, prononce ainsi plusieurs discours virulents contre la guerre et le suivisme du gouvernement sud-africain, ce qui lui vaut plusieurs séjours en prison. En conséquence des discours anti-guerre et par prévention des troubles, les grèves des travailleurs noirs sont déclarées illégales au titre de l'effort de guerre.
En 1941, D.F. Malan prend ostensiblement ses distances vis-à-vis de tous les mouvements sud-africains pro-nazis ou antiparlementaires, faisant condamner dans le journal Die Transvaler, par la plume d'Hendrik Verwoerd, la dissidence de l'ancien ministre Oswald Pirow et de son nouveau parti, « Ordre Nouveau » (Nuwe Order), au programme ouvertement pro-nazi. Lors des élections de 1943, en remportant 16 sièges supplémentaires par rapport aux élections de 1938 et 36 % des suffrages, le Parti national parvient à juguler le parti de Pirow qui n'a aucun élu, alors que le Parti uni (105 sièges), toujours victorieux, voit sa majorité se réduire. Mais Smuts peut puiser dans ces résultats la satisfaction de voir les électeurs sud-africains appuyer sa politique et sa vision d'une Afrique du Sud loyaliste vis-à-vis du Royaume-Uni.

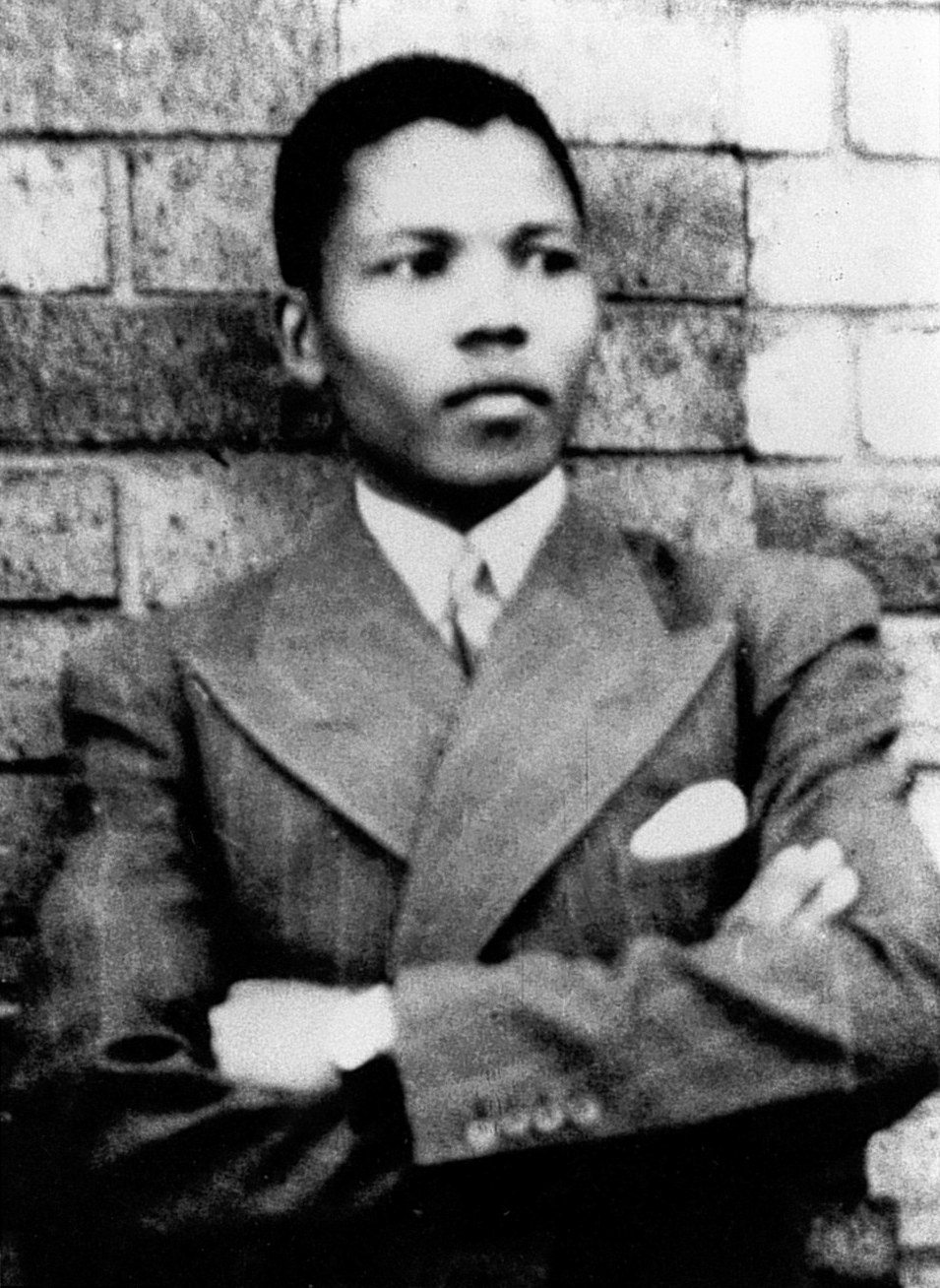
Nelson Mandela en 1937.

De son côté, le Congrès national africain, qui peine à s'imposer dans la société civile noire sud-africaine, entreprend de se reconstruire sous la direction d'Alfred Xuma. Son but est de transformer l'organisation intellectuelle qu'est l'ANC en un véritable parti de masse. En 1943, il fait adopter une nouvelle charte constitutionnelle qui ouvre l'adhésion à l'ANC aux gens de toutes races, élimine de l'organigramme la chambre des chefs tribaux et accorde aux femmes des droits égaux aux hommes au sein du mouvement. En 1944, il facilite au sein du monde étudiant, principalement à l'université de Fort Hare, la création de la Ligue des jeunes de l'ANC par Nelson Mandela, Walter Sisulu et Oliver Tambo, dont l'objet est de former un renouvellement des idées et des cadres d'un parti vieillissant. Cette organisation de jeunesse se révèle vite plus radicale que son aînée dans son mode d'expression, partisane de manifestations de masse pour faire aboutir les revendications d'égalité raciale et politique de la majorité noire. Elle conteste notamment le bilan de ses aînés, plaide pour une émancipation morale vis-à-vis du paternalisme blanc et pour l'affirmation d'un nationalisme sud-africain noir, débarrassé de ses oripeaux ethniques. En 1945, Alfred Xuma inscrit pour la première fois dans les objectifs de son mouvement l'obtention du suffrage universel non racial (one man, one vote), évolution majeure dans la mesure où la revendication communautaire du parti passe de la simple lutte contre les discriminations raciales à une lutte plus large pour le pouvoir politique. En 1947, l'ANC s'allie au Congrès indien du Natal et au Congrès indien du Transvaal du docteur Yusuf Dadoo afin de présenter un front uni, dépassant les clivages raciaux, face à la classe politique blanche.
À la fin de la guerre, Smuts, signataire du traité de paix de 1945, contribue activement à la formation de l’ONU pour laquelle il rédige le préambule de sa charte, n’y voyant pas de contradiction fondamentale entre les principes universels mentionnés et la politique de ségrégation qu’il défend en Afrique du Sud et qu’il entend d’ailleurs réformer. Il énonce en effet le principe des « droits civils pour tous les peuples « devenus civilisés » sans distinction de race » et mandate une commission chargée de faire des propositions en la matière. À cette époque, la population urbaine noire vient de dépasser pour la première fois la population urbaine blanche, pour atteindre 1,5 million de personnes. Dans ce cadre, Jan Smuts donne son approbation aux conclusions du rapport de la commission Fagan qui préconise une libéralisation du système racial, en commençant par l’abolition des réserves ethniques ainsi que la fin du contrôle rigoureux des travailleurs migrants. De son côté, le Parti national mandate sa propre commission (la commission Sauer) dont les conclusions, en se référant au nouveau concept d’apartheid, sont exactement inverses de celles de la commission Fagan.

### Les débuts de l'apartheid

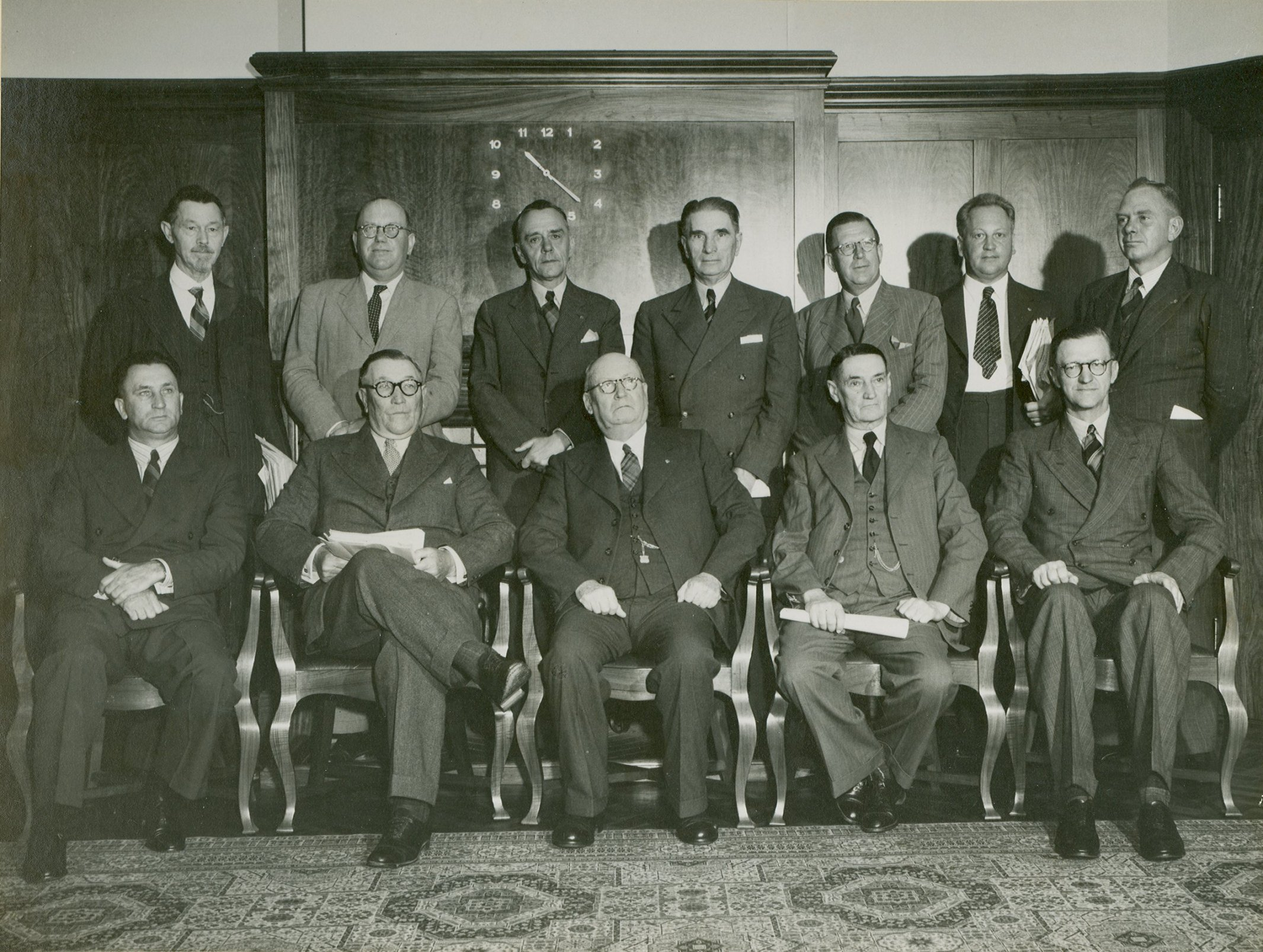
Le 1er gouvernement nationaliste en 1948, dirigé par D.F. Malan
au premier rang : J.G. Strijdom, Nicolaas Havenga, D.F. Malan (Premier ministre), E.G. Jansen, Charles Swart
Au second rang : A.J. Stals, P.O. Sauer, Eric Louw, S.P. le Roux, Theophilus Dönges, François Christiaan Erasmus et Ben Schoeman.

En mai 1948, le Parti national réunifié, allié au Parti afrikaner, gagne les élections générales contre le Parti uni de Smuts en proposant l'instauration de l'apartheid, une politique opposée au concept d'égalité et qui codifie et prolonge la Colour bar, en vigueur dans la plupart des colonies britanniques, et qui réglementait les relations interraciales. La victoire est étriquée. La nouvelle majorité parlementaire ne dispose à la chambre basse que de 5 sièges de majorité et est minoritaire au Sénat. Surtout, la sur-représentation en sièges des circonscriptions rurales a bénéficié aux nationalistes, minoritaires en voix, face à la coalition de Smuts.
Quand D.F. Malan est nommé Premier ministre le 4 juin 1948, il s'exclame « Aujourd'hui l'Afrique du Sud nous appartient une fois de plus… Que Dieu nous accorde qu'elle soit toujours nôtre. ». Le gouvernement qu'il forme comprend exclusivement des Afrikaners, tous membres de l'Afrikaner Broederbond, à l'exception de deux d'entre eux.
Les cinq premières années de D.F. Malan en tant que Premier ministre sont très conflictuelles, que ce soit au gouvernement, au parlement et hors du parlement. En plus de luttes intestines au sein du cabinet, il affronte une presse anglo-sud-africaine puissante et d'autant plus acquise au Parti uni que ses premières mesures visent l'immigration anglophone par la restriction des conditions d'obtention de la nationalité sud-africaine, y compris pour les ressortissants du Commonwealth (South African Citizenship Act et Immigration Act).
Sur le plan international, l'image du pays se détériore. Aux Nations unies, son prédécesseur Jan Smuts, maréchal d'Empire et rédacteur du préambule de la Charte des Nations unies, a découvert avec stupéfaction être soudainement passé du statut de héros international à celui de nouveau « vilain ». Il doit ce renversement d'image à l'indépendance de l'Inde dont le poids politique ne cesse d'augmenter dans les relations internationales, renforcée par le nombre des adhésions des anciens pays décolonisés aux Nations unies. Depuis plusieurs décennies, l'Afrique du Sud était considérée autant par les Sud-Africains blancs que par les intellectuels occidentaux comme un État européen situé cependant dans une région non occidentale. L'instauration de la politique d'apartheid par le nouveau gouvernement sud-africain fait perdre progressivement et assez rapidement à l'Afrique du Sud sa réputation dans l'élite occidentale

#### La mise en place de l'apartheid
D.F. Malan ne s'est jamais passionné pour les questions relatives aux Noirs. Pour lui, la priorité était de pallier la pauvreté des petits Blancs, qu'elle soit matérielle ou spirituelle. Pour Malan, l'équilibre racial reposait sur un accord tacite entre Noirs et Blancs basé sur le respect et l'exemplarité que les seconds devaient inspirer aux premiers. Or, les comportements des Blancs situés au plus bas de l'échelle sociale pouvaient remettre en cause cet équilibre et faire perdre au Blanc sa position dominante. C'est pourquoi, pour Malan, régler le problème des Blancs pauvres devait permettre de gérer la question autochtone.

Dans un premier temps, D.F. Malan, qui refuse par principe de s'impliquer dans le travail de ses ministres et ne fixe que le cap à suivre, confie le ministère des Affaires indigènes à un pragmatique modéré, Ernest George Jansen, qui maintient la tradition libérale du Cap et se montre davantage préoccupé par la réhabilitation des réserves ou la pénurie de logements dans les townships,. L'arsenal législatif de l’apartheid se met donc concrètement et rapidement en place sous la responsabilité des ministres de l'Intérieur et de la Justice, Theophilus Dönges et Charles Swart. Ainsi, le refus de toute mixité génétique et raciale est inscrite dès la loi de 1949 sur l’interdiction des mariages interraciaux et celle de 1950 sur l’interdiction des relations sexuelles interraciales. Mise à part Margaret Ballinger, la représentante au parlement des populations de couleur du Cap, cette législation ne rencontre guère d'opposition et laisse indifférente la grande majorité de la population blanche. En 1950, le Group Areas Act (la loi fondamentale de l'apartheid) renforce la ségrégation résidentielle au prix du déplacement de centaines de milliers de personnes dont quelques dizaines de milliers de Blancs. Il s'agit pour les nationalistes de freiner le processus d'urbanisation des Noirs et de contrôler les transactions immobilières et l'occupation des sols. La même année, une loi sur l’immatriculation de la population (Population Registration Act) institutionnalise la classification raciale pour chaque habitant du pays âgé de plus de 16 ans.
En 1951, Malan remplace Jansen par Hendrik Verwoerd au ministère des Affaires indigènes, lequel jette les bases du projet de grand apartheid centré autour de la création de bantoustans.
Avec le recul, l'apartheid se révèle ne pas être une politique nouvelle mais plutôt une variante d'une politique raciale générale remontant au XVIIe siècle et connue dans les territoires dominés par les Néerlandais puis les Boers sous le nom de baasskap (domination du patron). La politique indigène n'est toutefois plus présentée comme un expédient provisoire en attendant que, devenues « civilisées, les masses indigènes » aient accès à la citoyenneté. Au contraire, l’apartheid rompt avec le pragmatisme de la Colour bar et avec la discrimination conjoncturelle héritée de l’ère coloniale. Il s'agit dès lors d'établir et d'imposer une stricte séparation entre les races, que ce soit au niveau politique, économique ou social, l'objectif étant théoriquement la division du pays en deux parties avec d'un côté les Noirs et d'un côté les Blancs, sans que les premiers ne perdurent à être les réservoirs de main d'œuvre des seconds. La mise en œuvre de ce système répond à l'objectif d'assurer la position personnelle de l'Afrikaner en Afrique du Sud, par crainte du swart gevaar (le péril noir), à savoir la crainte d'un soulèvement de millions de Noirs (population majoritaire dans le pays) qui balaieraient le peuple afrikaner, sa langue, sa culture, ses institutions et toute sa manière de vivre. Il n'est plus dès lors question d'incorporer les protectorats britanniques d'Afrique australe au sein de l'Union. Ce principe d'apartheid devient pour plusieurs décennies la pierre angulaire de la politique nationale, figeant le système et les rapports entre races. Pour nombre de chefs d’États étrangers où sévit déjà une séparation plus subtile voire coutumière entre les classes, les ethnies ou les religions, la ségrégation affichée et revendiquée de l’apartheid va leur permettre d'utiliser à leur profit la politique intérieure de l'Afrique du Sud et de faire de ce pays un bouc émissaire providentiel.

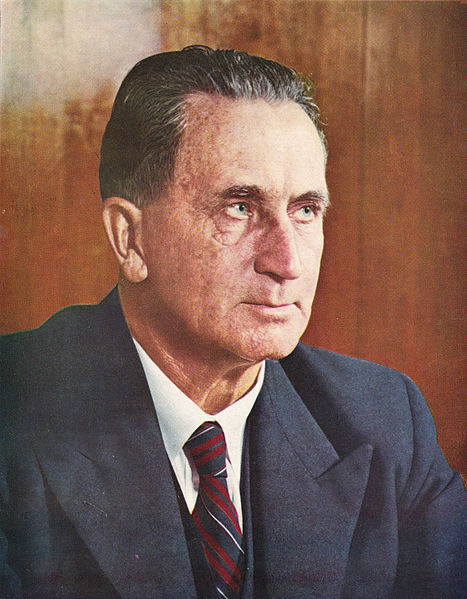
Johannes Strijdom.

Mise à part l'entrée en vigueur des premières lois d'apartheid, la scène politique intérieure est marquée par l'octroi de la représentation parlementaire pour les électeurs blancs du Sud-Ouest africain, la mise hors la loi du Parti communiste sud-africain et de toute organisation assimilée à un mouvement communiste, l'abolition du droit d'appel au Conseil privé britannique et l'adoption d'une loi sur la nationalité et citoyenneté sud-africaine, mettant fin à la double allégeance envers le Royaume-Uni et l'Afrique du Sud. Sur le plan international, l'Afrique du Sud s'est engagée à s'arrimer au camp occidental et plus particulièrement à obtenir l'amitié et le soutien des États-Unis dans le contexte de guerre froide, tout en négociant le maintien de l'Afrique du Sud au sein d'un Commonwealth tant que les droits souverains de l'Union, dont celui de devenir une république, seront respectés. L'une des premières décisions du gouvernement nationaliste sur le plan international est d'envoyer une vingtaine d'équipages de la South African Air Force pour participer au pont aérien ravitaillant Berlin lors du blocus par les Soviétiques puis, en 1950, d'envoyer en Corée 826 soldats volontaires et des avions de la South African Air Force pour participer aux missions de combats sous le commandement de la force onusienne.
Le Parti national parvient encore à se maintenir au pouvoir durant les élections de 1953 grâce à la situation économique et à la crainte inspirée à la population blanche par la révolte des Mau Mau au Kenya.
Le mandat de Johannes Strijdom (1954-1958) est marqué par le retrait du droit de vote des populations de couleur des listes communes électorales et par la création de nouveaux townships, tels Soweto, destinés à parquer la main-d'œuvre noire à bonne distance des villes. En novembre 1959, sous le mandat de son successeur, Hendrik Verwoerd, le projet de "grand apartheid" est progressivement mis en place dans le Sud-Ouest africain avec la création du township de Katutura et le déplacement des populations noires jusque-là résidentes à Windhoek. Le 10 décembre 1959, la campagne de protestation se solde par la mort de 13 manifestants abattus par les forces de police et 54 blessés.

#### La résistance à l'apartheid

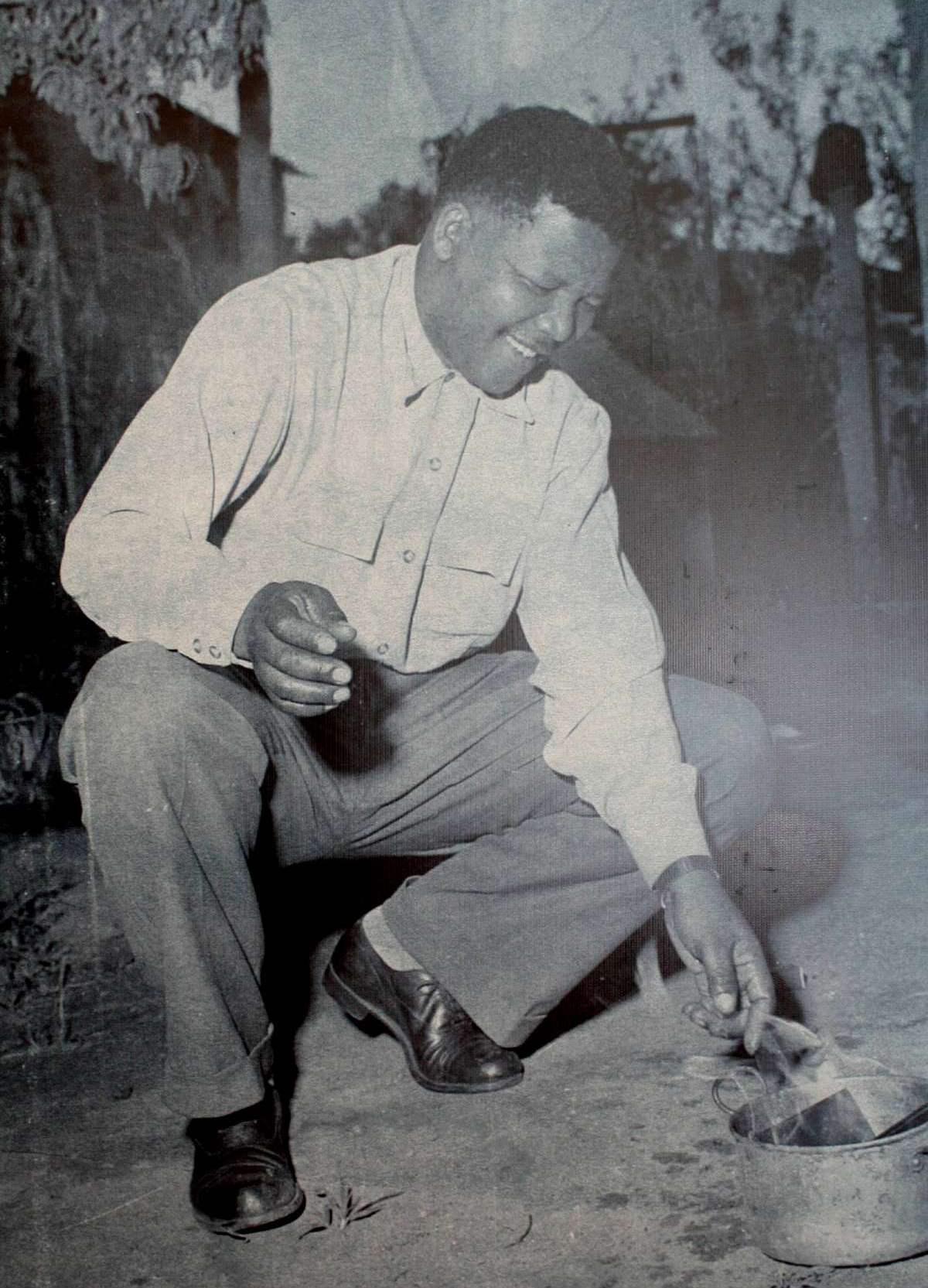
Un geste de résistance à l'apartheid consiste à brûler son passeport intérieur (ici Nelson Mandela brûle son passe en 1960).

Au parlement, le Parti uni s'oppose à l'apartheid tout en étant favorable au principe de la domination blanche. Son souhait est d'étendre le droit de vote à tous les hommes dits civilisés, étant entendus que ceux-ci seraient occidentalisés. En 1959, constatant les échecs successifs du Parti uni et son absence de programme alternatif, les membres les plus libéraux de l'UP forment le Parti progressiste. Parallèlement, le Parti libéral d'Alan Paton qui lutte aussi contre l'apartheid et contre toute forme de discrimination raciale en Afrique du Sud, connaît peu de succès électoraux.
À l'extérieur du parlement, la Ligue de jeunesse de l'ANC se montre déterminée à lutter contre la domination blanche et contre l'apartheid. Après avoir fait écarter Alfred Xuma, jugé trop modéré, pour imposer James Moroka, elle organise une grande campagne de défiance, prônant la désobéissance civile contre les lois d'apartheid dont les manifestations culminent le 6 avril 1952, date du trois centième anniversaire de la fondation du Cap et de la première installation de Blancs en Afrique du Sud. Sur les dix mille manifestants, huit mille cinq cents sont arrêtés, dont Nelson Mandela. Le gouvernement Malan modifie alors la loi sur la sécurité publique (Public safety act de 1953 (en)) pour autoriser le pouvoir à suspendre les libertés individuelles, à proclamer l'état d'urgence et à gouverner par décrets. La campagne de résistance passive de l'ANC prend fin en avril 1953. Son option non raciale lui a permis de s'ouvrir aux Indiens et aux communistes blancs, mais les métis restent plus circonspects. Quand James Moroka tente de plaider la conciliation avec le gouvernement, il est renversé par la Ligue des jeunes du parti qui impose alors Albert Lutuli à sa tête.
De 1952 à 1959, dans les townships, des « africanistes », troublent les activités de l'ANC en demandant une action plus drastique contre la politique du gouvernement. De son côté, l'ANC passe des alliances avec des petits partis politiques blancs comme le Parti communiste, des partis coloured et indiens dans une tentative d'apparaître plus rassembleur que les africanistes. En 1955 a lieu le congrès du peuple, qui adopte la « Charte de la liberté » qui établit les bases fondamentales du mouvement anti-apartheid tandis que les droits électoraux des Métis du Cap sont sur le point d'être retirés des listes électorales communes dans la province du Cap.
En 1956, Nelson Mandela et cent cinquante-six autres personnes sont arrêtés et accusés de trahison. Un procès marathon qui dure de 1957 à 1961 s'ensuit, où tous les prévenus, aidés notamment par des fonds internationaux, exploitent toutes les imprécisions de la législation et sont finalement progressivement relâchés, puis finalement acquittés par la justice sud-africaine.
En 1959, les africanistes fondent le Congrès panafricain d'Azanie (PAC) sous la direction de Robert Sobukwe, un mouvement rival de l'ANC.

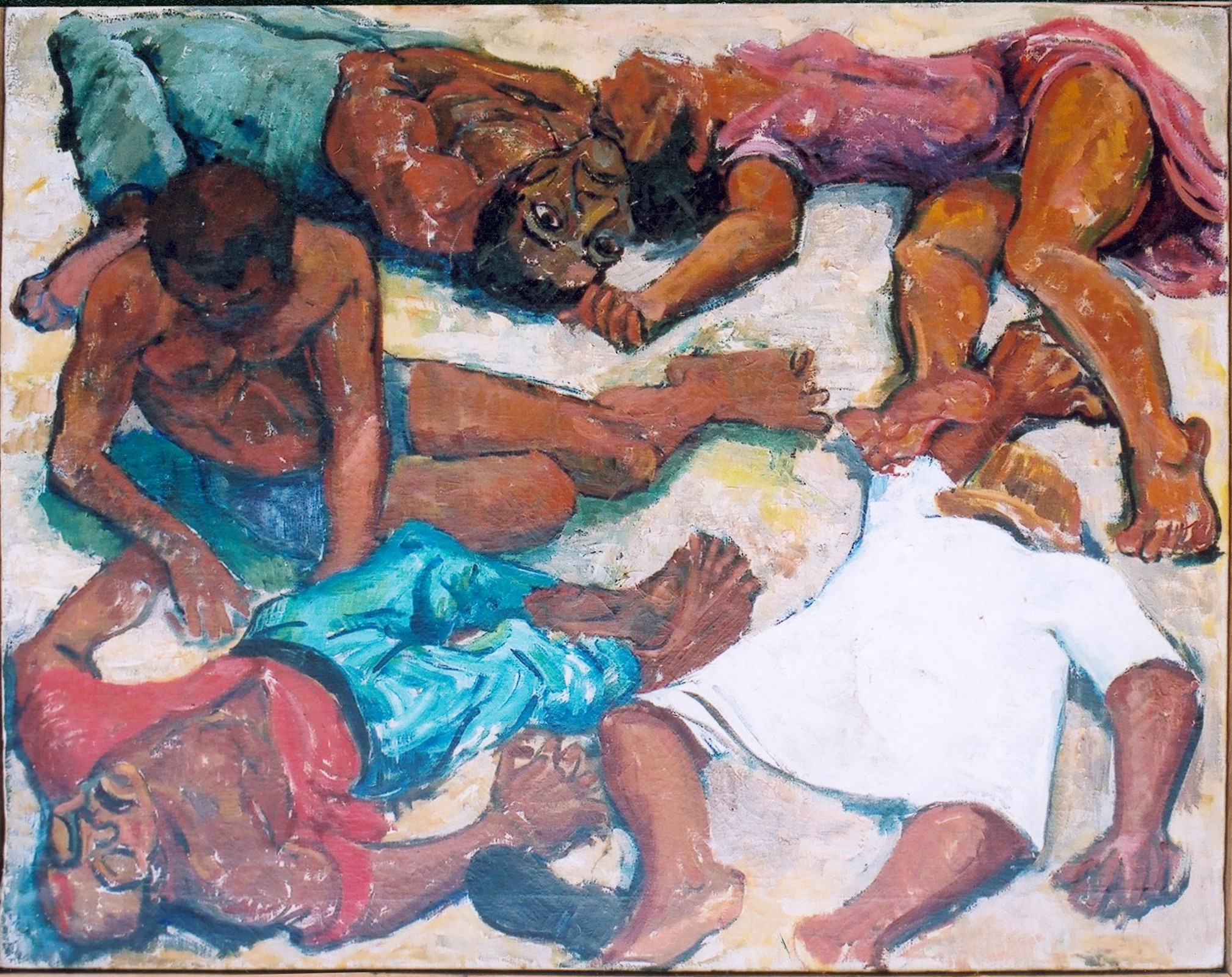
Peinture représentant des victimes du massacre de Sharpeville.

Le 21 mars 1960, une manifestation du Congrès panafricain d'Azanie à Sharpeville, un township de Vereeniging dans le Sud de la province du Transvaal, contre l'extension aux femmes du passeport intérieur, que les hommes noirs sont obligés de porter constamment sur eux, débouchent sur une fusillade et un massacre. Les responsables de la fusillade sont des policiers qui ont tiré sans sommation sur une foule d'environ cinq mille personnes dont trois cents étaient à proximité. Il y a soixante-neuf morts, dont huit femmes et dix enfants, ainsi que cent quatre-vingts blessés, dont trente et une femmes et dix-neuf enfants. Le gouvernement déclare l'état d'urgence face aux manifestations qui s'ensuivent et interdit l'ANC et le PAC, dont les dirigeants sont emprisonnés ou assignés à résidence. Le Conseil de sécurité des Nations unies vote le 1er avril la résolution 134, qui condamne le massacre et enjoint le gouvernement sud-africain « d'abandonner ses politiques d'apartheid et de ségrégation raciale ». L'ANC abandonne alors sa stratégie non violente et fonde Umkhonto we Sizwe (MK), sa branche militaire prônant l'action armée.

### La fin de l'Union

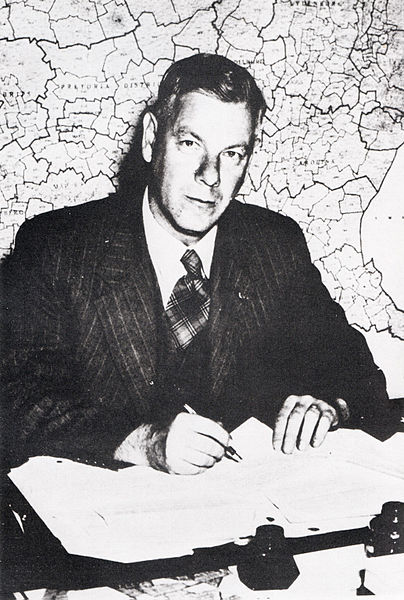
Hendrik Verwoerd, ministre des Affaires indigènes (1950-1958) puis Premier ministre d'Afrique du Sud (1958-1966).

En réponse aux critiques étrangères sur l'apartheid, le Premier ministre Hendrik Verwoerd redéfinit la notion en parlant de développement séparé basé sur la citoyenneté. Cependant, en Afrique du Sud, en application de la politique du grand apartheid assignant à chaque nation ou tribu un territoire (le bantoustan), les populations noires se retrouvent citoyens de « pays » dont ils ne sont parfois pas résidents, et ne peuvent par conséquent être citoyen de l'Union et exercer dans ce cadre tout droit de vote.
Convaincu que l'unité nationale entre Afrikaners et Anglo-sud-africains ne peut se faire qu'au sein d'une république, Verwoerd annonce en janvier 1960 son intention de réorganiser l'union d'Afrique du Sud en une république membre du Commonwealth. Pour obtenir cette transformation des institutions sud-africaines et faire progresser cette idée dans l'opinion publique blanche d'Afrique du Sud, il bénéficie de plusieurs événements à caractère politique et sociétal.
Le 3 février 1960, le Premier ministre britannique Harold Macmillan, en visite officielle au Cap, provoque ainsi la consternation des nationalistes lors d'un discours devant les parlementaires. Évoquant la décolonisation en cours sur le continent africain, Macmillan parle de « vent du changement » (« wind of change ») et demande au gouvernement sud-africain de ne pas rester sourd et aveugle aux évolutions internationales et continentales en cours. En appelant implicitement à réformer et abroger les institutions ségrégationnistes, Macmillan apporte du grain à moudre au projet de Verwoerd visant à concrétiser les aspirations républicaines des Afrikaners. Le discours de McMillan est suivi peu de temps après du massacre de Sharpeville et des condamnations internationales de pays étrangers. Ces événements à caractère politique et institutionnel, auxquels s'ajoutent une catastrophe minière dans l'État libre d'Orange où 435 mineurs sont ensevelis vivant et une tentative d'assassinat contre Verwoerd, ont pour effet de rassembler une grande partie de la population blanche derrière son gouvernement, au-delà des clivages linguistiques et identitaires. Flattant le nationalisme des Afrikaners et d'une partie des Anglo-sud-africains, Verwoerd plaide alors la fin de toute allégeance au Royaume-Uni et appelle à l'instauration de la république. Il organise alors un référendum auprès de la population blanche, tout en prenant soin d'intégrer les électeurs du Sud-Ouest africain à la consultation afin de favoriser l'électorat afrikaner et germanophone, plus sensibles à l'option républicaine.

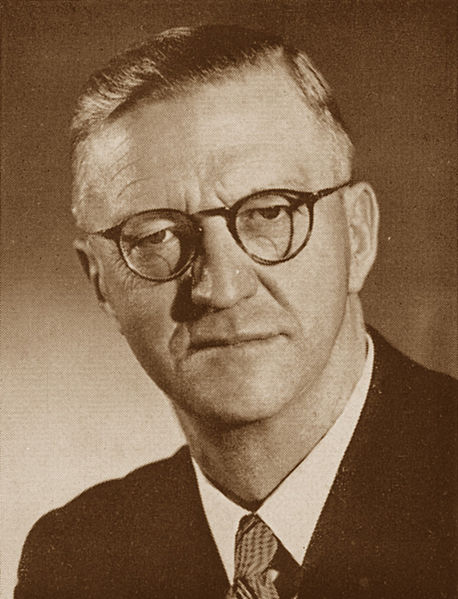
Charles R. Swart, dernier gouverneur général d'Afrique du Sud et premier président de l'État de la république d'Afrique du Sud en 1961.

Le 5 octobre 1960, la question que Verwoerd fait poser est « Do you support a republic for the Union? » (Is U ten gunste van 'n Republiek vir die Unie?). Le Parti progressiste et le Parti uni appellent à voter « non ». Une petite majorité de 850 458 voix, soit 52,3 % des suffrages exprimés, répond par l'affirmative (les opposants rassemblent 775 878 voix et 47,7 % des suffrages). Seuls les électeurs de la province du Natal s'opposent à la république (93 % des suffrages exprimés) mais la sécession envisagée fait long feu.
Le 3 mars 1961, à la conférence des pays du Commonwealth à Londres, Verwoerd propose de maintenir l'Afrique du Sud au sein de l'organisation en tant que république. Mais il rencontre l'hostilité de l'Inde, des nouveaux pays décolonisés d'Asie et d'Afrique, mais aussi du Canada, qui s'en prennent à la politique d'apartheid pratiquée par l'Afrique du Sud. Les principaux opposants à Verwoerd sont Kwame Nkrumah (président du Ghana), Jawaharlal Nehru (Premier ministre indien) et John Diefenbaker (Premier ministre canadien), lequel demande à l'Afrique du Sud d'abandonner sa politique raciale. Verwoerd récuse tout diktat et refuse qu'un pays étranger se mêle de la politique intérieure sud-africaine, soutenu sur ce point par l'opposition parlementaire sud-africaine. Il prend les devants d'une éventuelle expulsion de l'organisation et le 15 mars 1961, il annonce que son pays annule son adhésion au Commonwealth.
Le 31 mai 1961, jour de l'anniversaire de la signature du traité de Vereeniging marquant la fin de la guerre des Boers, mais aussi jour de la fondation de l'Union (1910) et de l'inauguration de son drapeau national (1928), la république d'Afrique du Sud (RSA) est proclamée et l'adhésion au Commonwealth résiliée (elle sera restaurée en 1994). La reine Élisabeth II cesse alors d'être le chef d'État tandis que le dernier gouverneur général d'Afrique du Sud, Charles R. Swart, devient le premier président de l'État de la république d'Afrique du Sud, reprenant tous les pouvoirs et compétences jusque-là réservés au monarque et au gouverneur. D'autres changements symboliques interviennent, comme l'abandon des titres royaux de toutes les institutions civiles et militaires mises à part quelques rares exceptions (Royal Natal National Park), le remplacement de la référence à la Couronne par celui de l'État d'Afrique du Sud, le retrait de tous les insignes royaux des uniformes de police, la transformation du Queen's Counsel en Senior Counsel ou encore le remplacement de la livre sud-africaine par une nouvelle monnaie, le rand.

## Politique
L'union d'Afrique du Sud était une démocratie parlementaire sans suffrage universel car limitée aux seuls hommes blancs (jusqu'en 1931) et dans une moindre mesure aux Métis (jusqu'aux années 1950). La Constitution de 1910 permet aux anciennes républiques boers de continuer d'appliquer un système électoral ségrégationniste (favorable ainsi aux Afrikaners du Transvaal et de l’État d'Orange), alors que dans la colonie du Cap les Métis et les Noirs, représentant alors 15 % du corps électoral, exercent leur droit de vote sous conditions censitaires. En 1931, les femmes (blanches) obtiennent cependant le droit de vote et l'égalité politique avec les hommes (blancs).

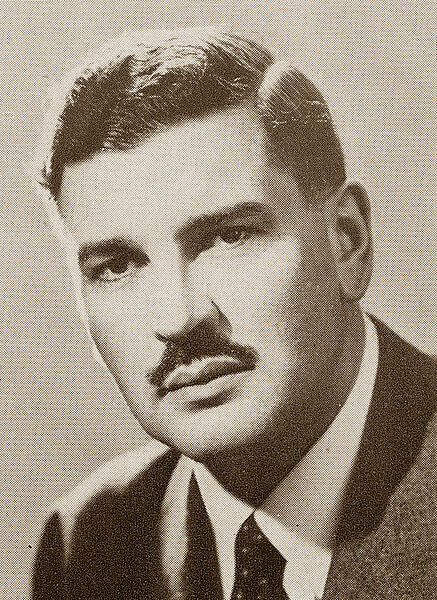
Sir De Villiers Graaff, chef du Parti uni et chef de l'opposition parlementaire à partir de 1957.

Le chef de l'État est le roi (ou reine) d'Afrique du Sud, également monarque du Royaume-Uni. Officiellement, il s'agit d'une union personnelle, principe selon lequel deux États souverains possèdent en commun le même chef d'État, agissant à la fois comme monarque de l'un et de l'autre, avec un titre distinct. Chaque monarque est représenté(e) par un gouverneur-général d'Afrique du Sud. Le chef de gouvernement est le Premier ministre, chef du parti qui détient la majorité au parlement.
Le Parlement se compose de deux chambres : un Sénat, dont les membres sont élus par les conseils de province, et une Chambre d'Assemblée appelée « Volksraad » en afrikaans, dont les membres sont élus par les Blancs. Les Métis sont eux-mêmes représentés jusqu'en 1959 par des députés blancs.
En 1959, la majorité électorale est abaissée de 21 à 18 ans.
Le 5 octobre 1960, le gouvernement d'Hendrik Verwoerd organise un référendum auprès de la population blanche par lequel il fait approuver par 52 % des voix l'abolition de la monarchie et la transformation de l'Union en République d'Afrique du Sud. Le Parti uni et le Parti progressiste avaient appelé à voter « non ».

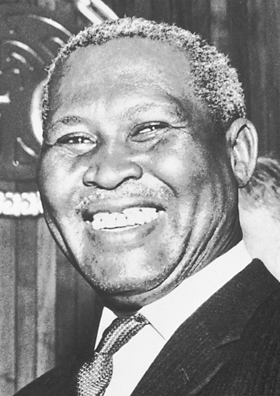
Albert Lutuli, président du Congrès national africain de 1951 à 1958 et prix Nobel de la paix en 1960.

Les partis politiques blancs dans l'Union sud-africaine se répartissent principalement selon des critères linguistiques ou raciaux. Les deux principales formations politiques sont le Parti national (afrikaners conservateurs et républicains) et le Parti uni (représentant les anglo-sud-africains loyalistes et les afrikaners modérés). Les petites formations comme le parti du Dominion ou le Parti travailliste soutiennent l'un ou l'autre des deux grands partis. Le Parti travailliste est le premier de ces partis à revendiquer une égalité des droits entre Blancs et Noirs (1946) sans être en mesure d'influencer la politique gouvernementale. En 1959, constatant les échecs successifs du Parti uni et son absence de programme alternatif à celui du Parti national, les membres les plus libéraux de l'UP forment le Parti progressiste opposé à la ségrégation et favorable à un partage du pouvoir avec les mouvements politiques représentant la population noire. C'est aussi le cas du petit Parti libéral d'Alan Paton qui lutte contre l'apartheid et toutes les formes de discrimination raciale en Afrique du Sud. Quant au Parti communiste d'Afrique du Sud, qui parvient à faire élire plusieurs de ses membres au conseil municipal de quelques grandes villes au cours des années 1940, il est interdit par le gouvernement au début des années 1950.
Chez les Noirs, le Congrès national africain n'a aucune représentation parlementaire car, hors de la province du Cap et de celle du Natal, les Noirs n'ont aucun droit de vote. En 1936, la franchise qui permet à certains d'entre eux de pouvoir voter avec les Blancs dans ces deux provinces, leur est retiré. En 1956, à la suite d'une révision constitutionnelle, c'est celle des Coloureds qui est supprimée. Dorénavant ils ne peuvent être représentés à l'assemblée que par quatre députés blancs élus pour cinq ans sur des listes spécifiques. L'ANC se voit contesté la représentativité de la population noire par les africanistes à partir de 1959 (Congrès panafricain d'Azanie).

## Économie
C'est avec une rapidité inattendue que l'Union sud-africaine est devenue une grande puissance économique comparable aux autres dominions britanniques de son époque. L'Union sud-africaine, pays extrêmement riche en ressources de base et marquées par l'abondance et la variété de ses minerais, est le premier pays extracteur d'or et de platine et l'un des premiers pour le diamant et l'argent. Le pays présente de larges gisements de vanadium, de chrome, de manganèse, de fluorine, de fer, d'uranium, de zinc, d'antimoine, de cuivre, de charbon, et de tungstène.
L'activité extractive en Afrique du Sud de l'or et du diamant commence à la fin du XIXe siècle tandis que le développement industriel ne s'accélère que durant la Seconde Guerre mondiale quand l'économie tout entière du pays est réorientée vers l'effort de guerre et le soutien à la Grande-Bretagne. Le dominion n'exporte ainsi dans un premier temps que des produits de luxe, de l'or, des diamants et des plumes d'autruche. En quelques années, sa production minière s'est diversifiée et son industrie s'est développée.
De 1946 à 1974, le pays connaît un taux de croissance économique continue de 5 % en moyenne par an tandis qu'à partir de 1961, l'Afrique du Sud connaît un afflux de capitaux étrangers, surtout américains et anglais.
Le gouvernement maintient des échanges internationaux très intenses avec ses partenaires commerciaux. L'expansion économique repose surtout sur une structure de production adaptée pour l'exploitation des ressources naturelles et sur une main d'œuvre disponible et à très bas coûts. La politique d'apartheid entretient cependant de fortes tensions sociales et maintient un développement réduit du marché intérieur inhabituel pour un pays industriel moderne. La moitié de la population noire, majoritaire dans le pays, subvient à ses besoins via l'économie parallèle.
Le secteur agricole connaît pour sa part un grand déséquilibre entre la main-d'œuvre et la production. Avec 11,2 % de surface cultivables, l'Afrique du Sud présente un visage contrasté où coexistent des exploitations modernes appartenant à des Blancs et établies sur les meilleures terres du pays et des exploitations sous-développées appartenant à des agriculteurs noirs et situés dans des bantoustans surpeuplés. Surtout, la superficie des surfaces cultivables ne peut s'étendre en raison des conditions naturelles (sol aride) et d'un processus de dégradation des terres dans les zones où persistent des techniques traditionnelles de culture et d'élevage et dans les zones où des monocultures spéculatives entraînent un déboisement radical. L'élevage (principalement de bœufs et de moutons) constitue un secteur clef important (les pâturages représentent 65 % du territoire). Au commencement de l'Union, le pays importait du maïs d'Argentine, des pommes de terre d'Espagne et de Portugal, du beurre et du fromage d'Australie et de Nouvelle-Zélande ou encore du bacon et des jambons d'Angleterre. En quelques années, l'irrigation des terres dans le Karoo et dans le Veld ont permis le développement d'une agriculture performante et la production agricole nationale est devenue exportatrice (maïs, beurre, fromage, etc.).
Le système de transport routier se structure à partir des années 1950 et est marqué par le développement d'un réseau routier efficace et inégalé sur le continent africain, reliant tous les centres urbains tandis que les lignes de chemins de fer relient les colonies limitrophes et assurent notamment le transports des minerais de Rhodésie et du Bechouanaland.
Le principal aéroport international du pays est situé à Johannesbourg (Jan-Smuts).

## Culture

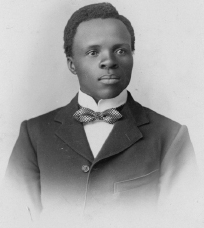
Solomon Plaatje vers 1900.

La culture sud-africaine qui se développe durant la période de l'Union est très marquée par la guerre des Boers d'un côté et par la discrimination et la lutte contre l'apartheid d'un autre côté.
En littérature, Solomon Plaatje est le premier auteur noir à connaître une véritable notoriété en ayant publié un ouvrage, Mhudi, An Epic of South African Native Life a Hundred Years Ago (1930). Cette œuvre est la première à être écrite en anglais par un Noir en Afrique du Sud. Œuvre pan-africaniste, Mhudi tente de redonner aux populations noires une place dans l'histoire de l'Afrique du Sud, monopolisée par les Blancs et par l'histoire du Grand Trek. Elle dénonce l'agressivité des Boers sans chercher néanmoins à dissimuler les responsabilités propres aux Noirs durant le Mfecane. Pendant les années 1950, Drum magazine (en) devient un foyer pour la satire politique, la fiction et les essais et donne une voix à la culture urbaine noire.

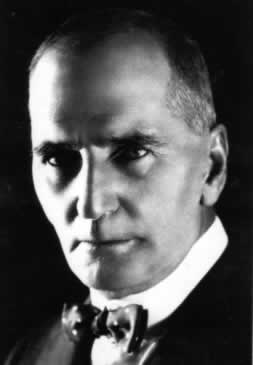
Eugène Marais (1871-1936).

Chez les Anglo-sud-africains, la littérature est marquée par l'œuvre d'Olive Shreiner dénonçant l'impérialisme britannique et la rigidité du système social afrikaner et par Alan Paton dont le roman Cry, the Beloved Country (1948) dénonce la situation discriminatoire des relations sociales entre Blancs et Noirs en Afrique du Sud.
Chez les écrivains afrikaners, c'est toute une organisation qui se met en place pour promouvoir et défendre la langue afrikaans (création d'une société littéraire, d'une académie des sciences et des arts et d'un prix littéraire). Sous la plume d'Eugène Marais, de Louis Leipoldt et de Jan Celliers se développe la poésie en langue afrikaans, inspirée par les suites sociales de la seconde guerre des Boers mais aussi par l'esprit pionnier des Boers, la religion et la foi (période dite du Plaas Roman). En 1927, Die Stem van Suid-Afrika, un poème lyrique en afrikaans de Cornelius Jacob Langenhoven, est choisi pour être l'hymne national d'Afrique du Sud tandis que Totius, poète et professeur de théologie, s'inspire du calvinisme pour proposer une lecture religieuse de l'histoire des Afrikaners dont les souffrances seraient la preuve de leur élection divine. À la fin des années 1920, les thèmes consacrés à la guerre et à ses suites s'estompent pour céder la place à une écriture plus intimiste, liée au destin des Afrikaners. L'un des thèmes dominants de la littérature afrikaans est alors la description de l'écart grandissant entre les Afrikaners des villes et ceux des campagnes et l'exaltation de la liberté individuelle et de la frontière. Dans les années 1930 et 1940, le mouvement des « Dertigters », dont les chefs de file sont N.P. Van Wyk Louw, Dirk Opperman et Uys Krige, s'interroge sur le sens de la vie et témoigne de l'inquiétude d'un peuple à la recherche de ses repères. L'élite intellectuelle afrikaner est ainsi fermement mobilisée pour lutter contre la massification et pour la défense de ses valeurs et de sa culture.
Sur le plan cinématographique, la production nationale sud-africaine se limite essentiellement à de grandes fresques historiques consacrées aux Blancs et plus particulièrement aux Afrikaners. Le film symbole de cette période est De Voortrekkers (1916) retraçant l’histoire du Grand Trek. Sarie Marais est le premier film sud-africain parlant. Le film Jim Comes to Jo'burg (1949) est la première production sud-africaine qui tente de s'intéresser à la vie des populations noires et en 1951, le roman Cry My Beloved Country est porté à l'écran par Zoltan Korda.
À partir de 1956, l’État sud-africain subventionne les productions nationales censées refléter la société sud-africaine sous le gouvernement d’Hendrik Verwoerd. Sur les 60 films réalisés entre 1956 et 1962, 43 sont en langue afrikaans, 4 en version bilingue et les 13 restants en anglais.

## Jours fériés
| Date        | Nom français                | Nom local        |
| ----------- | --------------------------- | ---------------- |
| 1er janvier | Jour de l'An                | New Year's Day   |
|             | Vendredi Saint              | Good Friday      |
|             | Lundi de Pâques             | Easter Monday    |
| 6 avril     | Jour de Jan van Riebeeck    | Van Riebeeck day |
| 31 mai      | Fête nationale              |                  |
| 10 octobre  | Anniversaire de Paul Kruger | Kruger Day       |
| 16 décembre | Jour du Vœu                 | Vow Day          |
| 25 décembre | Noël                        | Christmas Day    |
| 26 décembre | Fête de Bienveillance       | Day of Goodwill  |